# 埃爾巴 (托卡特省)
埃爾巴是土耳其的城鎮，由托卡特省負責管轄，位於該國北部，距離首府托卡特52公里，面積1,179平方公里，海拔高度320米，平均相對濕度59%，2010年人口59,901。
40°40′N 36°34′E / 40.667°N 36.567°E